# 詹姆斯·拉金

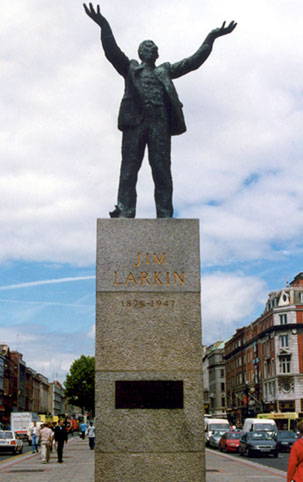
都柏林奧康奈爾街上詹姆斯·拉金的雕像由Oisín Kelly製作

詹姆斯·拉金（英語：James Larkin；1876年1月21日—1947年1月30日），愛爾蘭工會領袖、社會主義運動者。生於英格蘭利物浦，父母皆為愛爾蘭人，童年時搬去北愛爾蘭小村Burren。自小過著貧困生活，1905年開始全職參與組織工會。1907年，移居貝爾法斯特，並在當地成立爱尔兰运输和普通工人工会。1912年，参与组建愛爾蘭工黨。1923年，建立爱尔兰工人联盟。
他在1903年都柏林大罷工中扮演了重要角色，因而而闻名于世。愛爾蘭劇作家肖恩·奧凱西寫過以他為主角的劇本《星星變紅了》。

## 名言
都柏林奧康奈爾街上設置了他的雕像，造型重現他於都柏林大罷工時，在街頭高舉雙手演講的知名場面；雕像正面銘刻以法語、愛爾蘭語、英語所寫的：「偉人顯得偉大是因為我們跪著，大家站起來吧 (The great appear great because we are on our knees: Let us rise.)」，雕像西面則刻有詩人派屈克·卡范納為他所寫的詩。都柏林北部與利物浦都有道路以他命名。